# Dalla Dalla
"Dalla Dalla" (koreanska: 달라달라; ordagrant annorlunda annorlunda) är debutsingeln av den sydkoreanska tjejgruppen Itzy. Låten gavs ut digitalt som ledsingel från deras singelalbum It'z Different den 12 februari 2019 genom JYP Entertainment. Den är skriven och komponerad av producentgruppen Galactika och innehåller element av EDM, hiphop, electropop och house. Sångtexten behandlar teman som individualitet, handlingskraft och självförtroende.

## Bakgrund och utgivning
Den 14 januari 2019 tillkännagavs det att JYP Entertainment hade slutfört filmningen av musikvideon för sin nya tjejgrupp. Den 21 januari publicerades en video med titeln "PROLOGUE FILM: ITZY" på JYP:s sociala medier, i vilken gruppens namn och medlemmar avslöjades. En förhandsvisning av musikvideon publicerades den 1 februari, som presenterade "Dalla Dalla" som debutsingelns titel. Musikvideon lanserades vid midnatt (KST) den 11 februari och singeln gavs ut som digital nedladdning och streaming dagen efter kl 18:00 KST, som huvudsingeln från deras debutsingelalbum It'z Different.
En remixversion av låten fanns med på gruppens debut-EP It'z Icy, vilken släpptes den 29 juli 2019. Den 22 januari 2021 gav Itzy ut sin första engelskspråkiga EP, Not Shy (English ver.), som innehöll den engelska versionen av "Dalla Dalla". Itzys första samlingsalbum It'z Itzy, som gavs ut den 22 december 2021, innehåller både den koreanska och japanska versionen av "Dalla Dalla". Den japanska låttexten skrevs av D&H och Yohei.

## Komposition
"Dalla Dalla" är skriven och komponerad av produktionsteamet Galactika (별들의전쟁). Låten är komponerad i A-dur med ett genomsnittligt tempo på 125 taktslag i minuten. Den har beskrivits som en livlig och upbeat "fusion groove"-låt som innehåller element från populära genrer som EDM, hiphop, electropop och house. Gruppmedlemmarna har förklarat att "Dalla Dalla" är en låt som är "svår att definiera men därigenom mer intagande". Låttexten tar upp ämnen som självförtroende, inspiration och handlingskraft. "Dalla" (달라) betyder "annorlunda" på koreanska, med textrader såsom "Jag är inte som andra barn. Försök inte att jämföra mig med dina standarder. ... Jag älskar mig själv, jag är så annorlunda, ja. Jag är inte som du."

## Mottagande
"Dalla Dalla" möttes av blandade recensioner från musikkritiker. Tamar Herman från Billboard kallade låten för en "självstärkande hymn som introducerar ITZY som ett alternativ till deras jämlikar" såväl som "energisk och snabb med att skifta tempon och genrer" och lyfte fram dess "hiphop-breakdowns". I en recension för Kotaku menade Seung Park att låten var en "eklektisk blandning mellan en mogen version av några av Red Velvets mer esoteriska verk och Blackpink eller 2NE1:s hiphop-aktiga estetik". Park tillade att låten är en "stadig öppningsklocka för vad som kommer att forma en lång och intressant karriär". IZM:s Jeong Yeon-kyung skrev i en mer negativ recension att "Itzy har inte sitt eget 'något'". Hon ansåg att "synergin är svag" och att den "musikaliska stilen inte matchar huvudsångarens ton". Hon jämförde den sedan med Miss A:a "I Don't Need a Man".
Taylor Glasby från Dazed rankade den åtta på deras lista över 2019 års bästa K-pop-låtar och skrev att låten "framkallar två utländska 90-talsstunder: den gungande basen i... "Flat Beat" och brat-popen i... "Trouble". Hon tillade, "Som med den sistnämnda har "Dalla Dalla" mer att göra med artisternas personligheter, och trots flera lager av K-pop-lack utstrålar samma bestämda energi och tuffa självförtroende". Under 2022 visades låttexten till "Dalla Dalla" upp vid en utställning kallad "Korean Pop Lyrics: Melodies of Life" vid National Hangeul Museum i Seoul.

## Priser
Itzy blev belönade med Digital Bonsang-priset vid den 34:e upplagan av Golden Disc Awards för "Dalla Dalla" för dess framgång på digitala plattformar i Sydkorea. Låten hamnade också på topp i olika musikprogram; den gav nio vinster inklusive en "trippelkrona" (tre vinster) på Inkigayo.
| År   | Pris                    | Kategori                    | Resultat   | Ref.   |
| ---- | ----------------------- | --------------------------- | ---------- | ------ |
| 2019 | Melon Music Awards      | Song of the Year            | Långlistad | [ 18 ] |
| 2019 | Melon Music Awards      | Best Dance – Female         | Nominerad  | [ 18 ] |
| 2020 | Gaon Chart Music Awards | Song of the Year – February | Nominerad  | [ 19 ] |
| 2020 | Golden Disc Awards      | Digital Bonsang             | Vann       | [ 20 ] |
| 2020 | Golden Disc Awards      | Digital Daesang             | Nominerad  | [ 20 ] |
| 2020 | Korean Music Awards     | Best Pop Song               | Nominerad  | [ 21 ] |

| Program          | Datum            | Ref.   |
| ---------------- | ---------------- | ------ |
| M Countdown      | 21 februari 2019 | [ 22 ] |
| M Countdown      | 7 mars 2019      | [ 23 ] |
| Show! Music Core | 23 februari 2019 | [ 24 ] |
| Show! Music Core | 9 mars 2019      | [ 25 ] |
| Inkigayo         | 24 februari 2019 | [ 26 ] |
| Inkigayo         | 3 mars 2019      | [ 27 ] |
| Inkigayo         | 10 mars 2019     | [ 28 ] |
| Music Bank       | 8 mars 2019      | [ 29 ] |
| Music Bank       | 15 mars 2019     | [ 30 ] |

## Medverkande
Information från NetEase Music.
- Itzy — primär sång
- Galactika[a] — textförfattare, kompositörer, arrangörer, inspelning av bakgrundssång
  - Athena — kompositör, keyboard
  - FRIDAY. — bakgrundssång
  - Chang — trummor
- e.NA — bakgrundssång
- Jeong Yoo-ra — digital redigering
- Honzo — digital redigering
- Eom Se-hee — inspelning, assisterande ljudmix
- Kang Yeon-nu — inspelning
- Lee Tae-seop — ljudmix
- Chris Gehringer — mastering

## Listplaceringar
| Lista (2019)                             | Högsta placering |
| ---------------------------------------- | ---------------- |
| Japan (Japan Hot 100)                    | 31               |
| Malaysia (RIM)                           | 8                |
| Nya Zeeland Hot Singles (RMNZ)           | 20               |
| Singapore (RIAS)                         | 3                |
| Sydkorea (Gaon)                          | 2                |
| Sydkorea (K-pop Hot 100)                 | 2                |
| USA World Digital Song Sales (Billboard) | 2                |